# 大井町駅

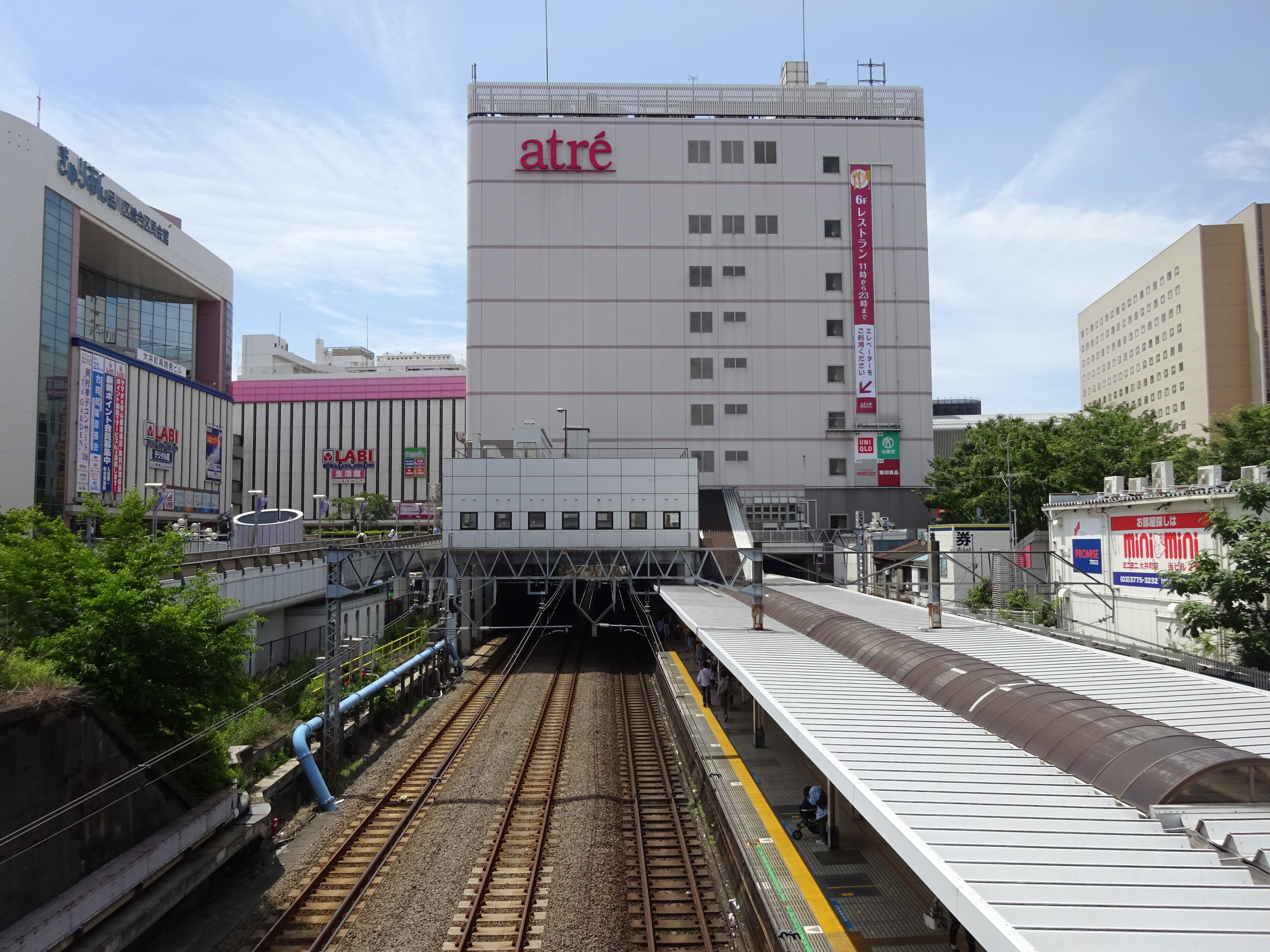
跨線橋から見た駅ビルとJRホーム（2016年6月）

大井町駅（おおいまちえき）は、東京都品川区大井一丁目にある、東日本旅客鉄道（JR東日本）・東急電鉄・東京臨海高速鉄道（TWR）の駅である。

## 乗り入れ路線
以下の3社3路線が乗り入れ、相互間の接続駅となっている。
- JR東日本： 京浜東北線 - 駅番号はJK 19。
- 東急電鉄： 大井町線 - 駅番号はOM01。
- 東京臨海高速鉄道： りんかい線 - 駅番号はR 07。

JR東日本の駅に乗り入れている路線は、線路名称上は東海道本線であるが、当駅には電車線を走る京浜東北線電車のみが停車し、列車線を走る東海道線列車は停車せず、旅客案内では「東海道（本）線」とは案内されていない。また、特定都区市内制度における「東京都区内」に属する。

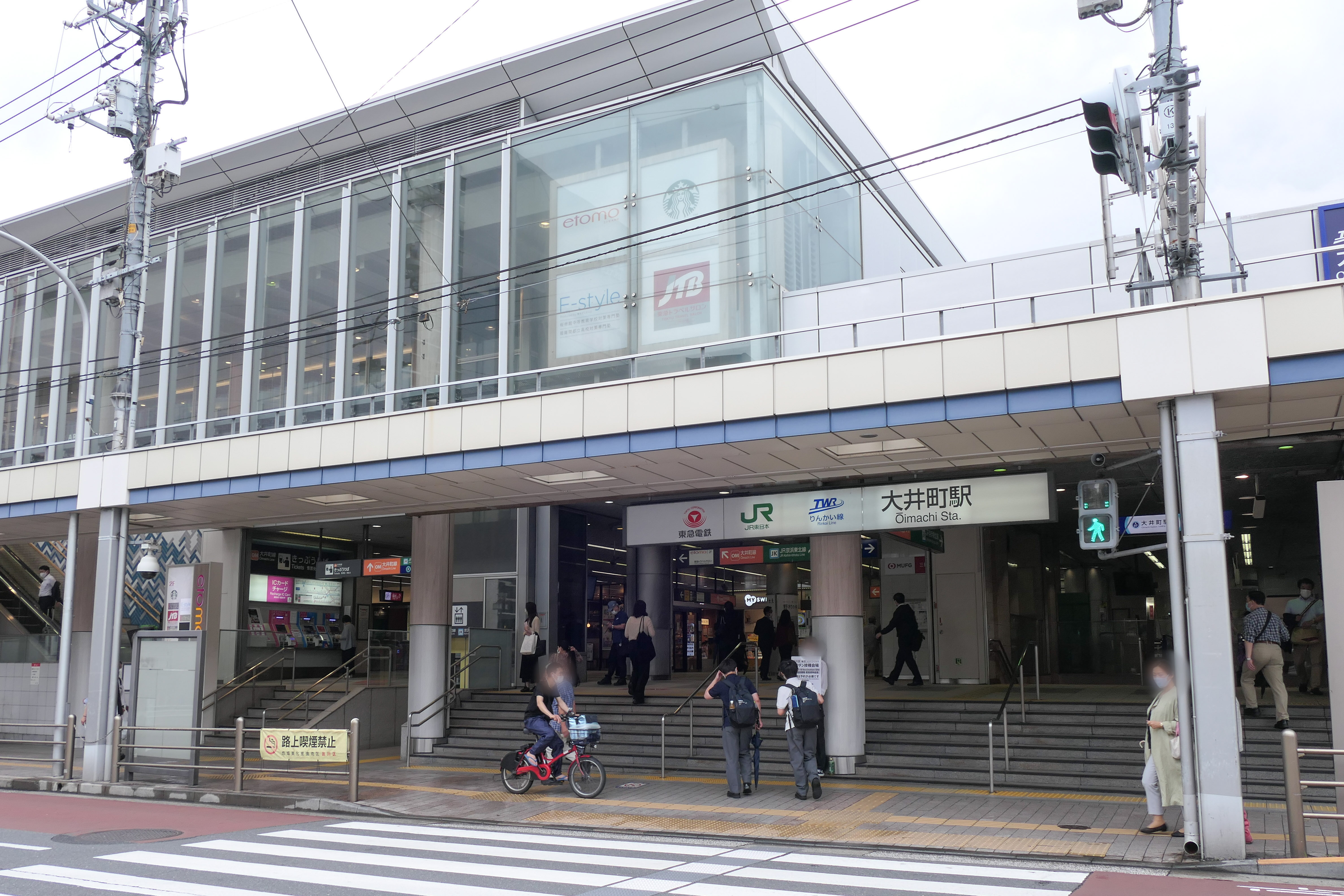
JR・東京臨海高速鉄道・東急大井町駅西口（2021年7月）
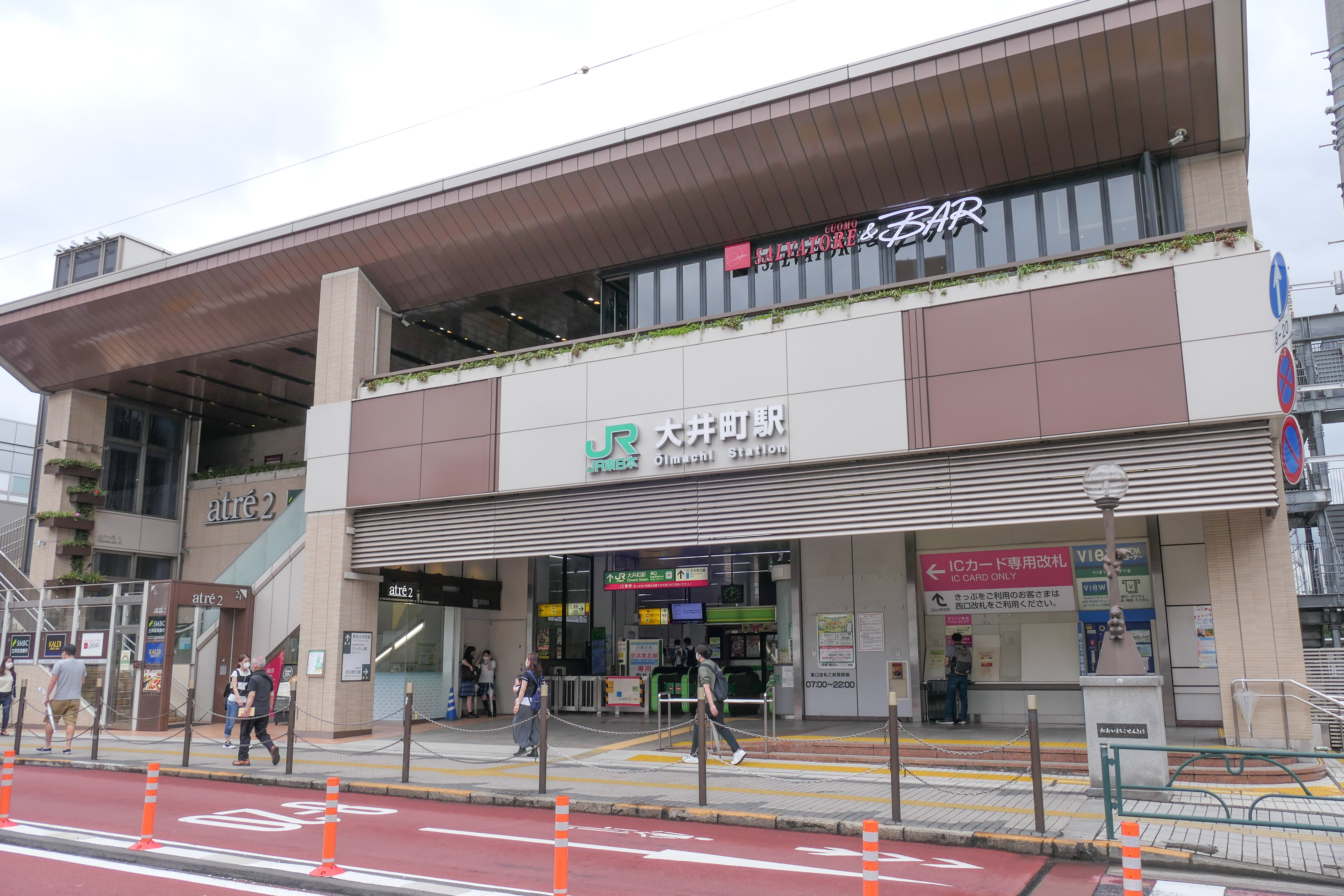
JR大井町駅東口より見た西口（2021年7月）

## 歴史
- 1901年（明治34年）
  - 3月15日：国鉄東海道本線に大井聯絡所を開設[1]。
  - 8月1日：大井聯絡所 - 大崎駅間の山手線支線が開通する[2]。
- 1914年（大正3年）12月20日：京浜線（京浜東北線の前身）運行開始に伴い、大井聯絡所を駅に格上げし大井町駅が開業する（旅客駅）[3]。
- 1916年（大正5年）4月16日：大崎駅 - 大井町駅間の山手線支線を廃止する[4]。
- 1927年（昭和2年）7月6日：目黒蒲田電鉄（現・東急電鉄）大井町線大井町 - 大岡山間が開通する[5]。
- 1942年（昭和17年）：東京横浜電鉄（現・東急電鉄）の駅舎を改築[5]。同時に降車ホームを設置する[5]。
- 1957年（昭和32年）
  - 7月29日：国鉄西口駅舎が改築される[新聞 1]。
  - 9月15日：京浜東北線ホームが品川駅方面へ延長され、国鉄の駅と東京急行電鉄（現・東急電鉄）の駅を結ぶ連絡跨線橋が完成する[5]。
- 1972年（昭和47年）3月15日：国鉄駅での荷物の取扱を廃止する[1]。
- 1987年（昭和62年）4月1日：国鉄分割民営化に伴い、国鉄の駅は東日本旅客鉄道（JR東日本）の駅となる[1]。
- 1990年（平成2年）7月5日：JR東日本の駅ビル着工[6]。
- 1991年（平成3年）8月31日：JR東日本の駅で自動改札機を設置し、使用開始[7]。
- 1993年（平成5年）3月11日：駅ビル「アトレ大井町」が完成[新聞 2]。東西自由通路の供用開始[新聞 3]。発車メロディの使用を開始。
- 2001年（平成13年）11月18日：JR東日本の駅でICカード「Suica」が利用可能となる[報道 1]。
- 2002年（平成14年）
  - 11月25日：JR東日本の東口新駅舎の使用を開始する。
  - 12月1日：東京臨海高速鉄道りんかい線の駅が開業する[報道 2][8]。りんかい線の駅で「Suica」の利用が可能となる[報道 3]。
- 2005年（平成17年）3月6日：東急大井町線のホームが拡幅される[9]。
- 2007年（平成19年）3月18日：東急電鉄でICカード「PASMO」の利用が可能となる[報道 4]。
- 2008年（平成20年）3月20日：駅ビル「アトレ大井町」がリニューアル[報道 5]。
- 2011年（平成23年）3月3日：JR東日本の東口新駅舎に駅ビル「アトレ大井町2」がオープン[報道 6]。
- 2012年（平成24年）3月3日：東急大井町線ホームでホームドアの使用を開始[10]。
- 2018年（平成30年）
  - 2月14日：京浜東北線ホームでホームドアの使用を開始[報道 7]。
  - 3月31日：びゅうプラザの営業を終了。
- 2019年（令和元年）12月1日：JR東日本の駅が業務委託化[11]。
- 2020年（令和2年）
  - 2月16日：りんかい線2番線でホームドアの使用を開始[報道 8]。
  - 2月24日：りんかい線1番線でホームドアの使用を開始[報道 8]。
- 2021年（令和3年）4月30日：東急電鉄の定期券売り場の営業を終了[報道 9]。
- 2022年（令和4年）
  - 10月31日：みどりの窓口の営業を終了[12][13]。
  - 11月1日：話せる指定席券売機を導入[12][13]。
- 2024年（令和6年）
  - 8月中旬：後述の線路切換工事の実施に先行し、京浜東北線・大宮方面の前寄り3両（8 - 10号車）のホームドアを撤去[報道 10]。
  - 11月17日：京浜東北線ホームの一部を拡幅する線路切換工事の実施に伴い、京浜東北線・蒲田駅 - 品川駅間が初電 - 16時30分ごろまで運休（予定）[報道 10]。
- 2025年（令和7年）8月ごろ：京浜東北線・大宮方面の前寄り3両（8 - 10号車）にホームドアを再設置（予定）[報道 10]。

## 駅構造

### JR東日本
JR東日本ステーションサービスが駅業務を受託している品川駅管理の業務委託駅。島式ホーム1面2線を有する地上駅。京浜東北線に並行して東側には東海道線の線路があるが、ホームはない。ホーム中央付近に中央口（アトレ大井町）、品川寄りに東口（アトレ大井町2）と西口（東急大井町駅に隣接）が存在する。品川寄りの東口と西口は線路を挟んですぐそばにある。自動改札機、指定席券売機、話せる指定席券売機設置駅。また、大森方すぐの場所に踏切があるため当駅の京浜東北線の南行きは通過禁止駅に指定されている。

#### のりば
| 番線 | 路線       | 方向 | 行先                 |
| ---- | ---------- | ---- | -------------------- |
| 1    | 京浜東北線 | 北行 | 東京・上野・大宮方面 |
| 2    | 京浜東北線 | 南行 | 蒲田・横浜・大船方面 |

（出典：JR東日本:駅構内図）

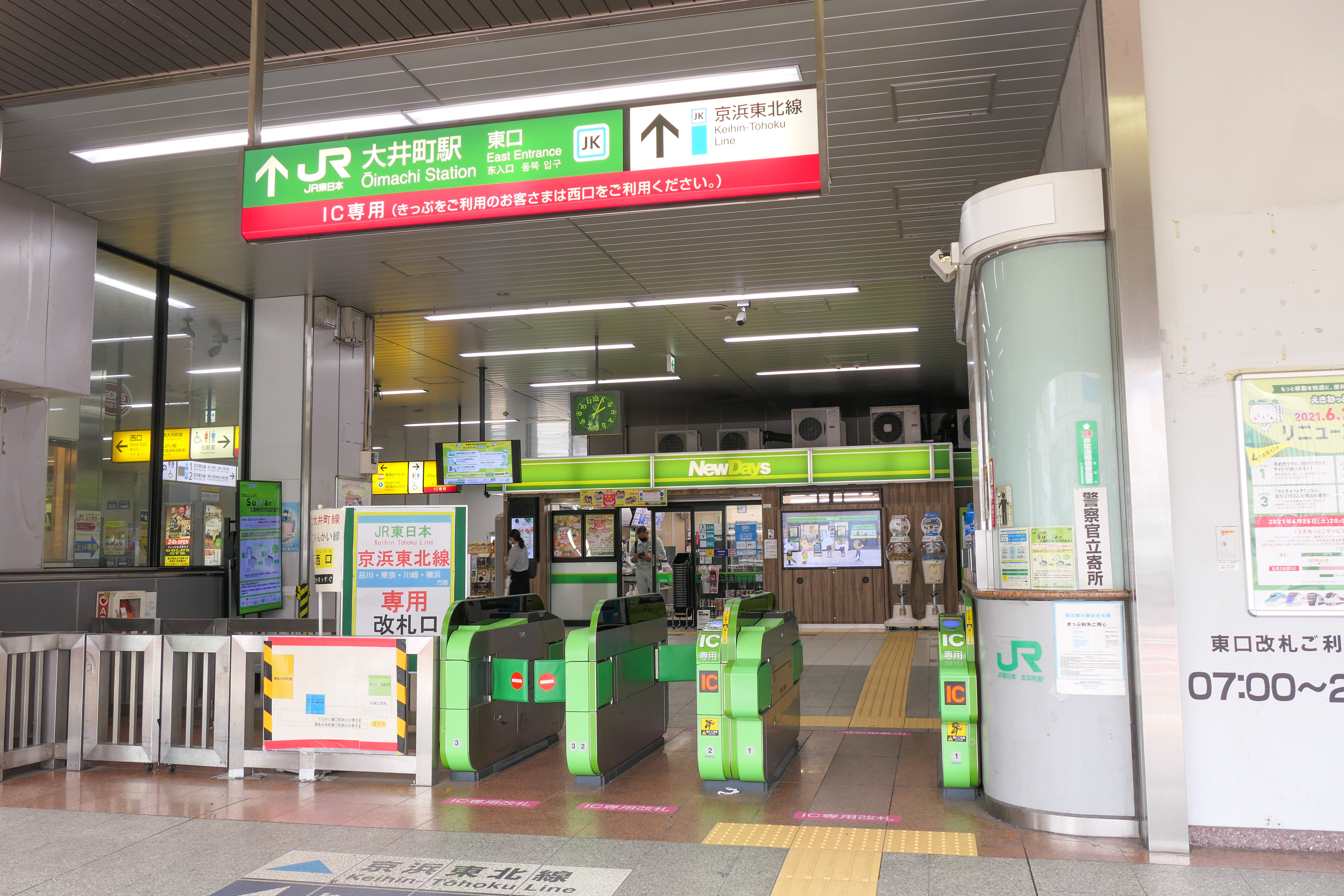
東口改札（2021年7月）
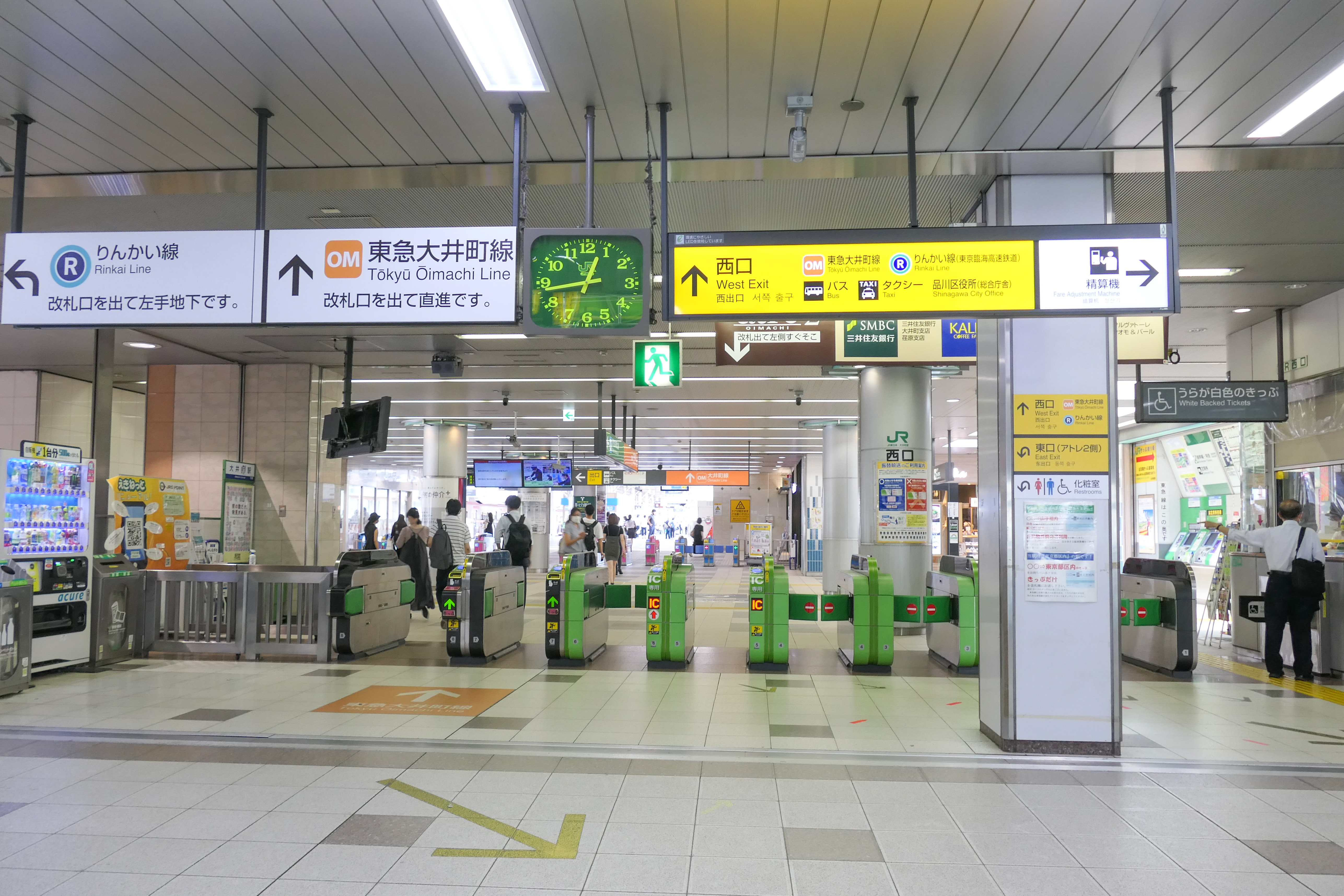
西口改札（2021年7月）
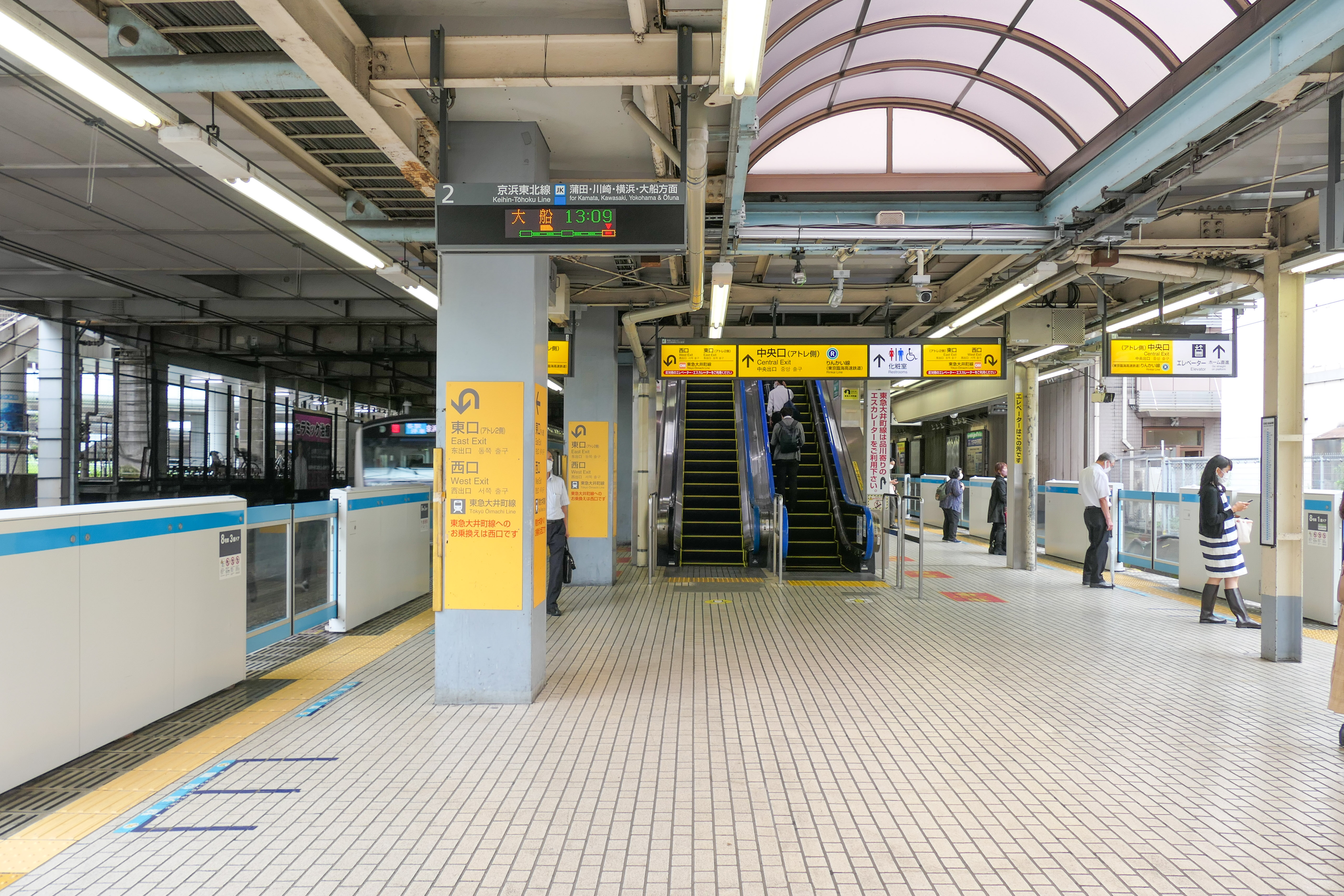
ホーム（2021年7月）

### 東急電鉄
頭端式ホーム1面2線を有する高架駅である。新玉川線（現・田園都市線渋谷 - 二子玉川間）が開通する前は田園都市線の起点駅だった。元々島式ホームであったが、2番線のみ北側に降車専用ホームが設けられていた。島式ホームの幅員は9 mで、有効長は20 m車5両編成、過去に運転していた18 m車6両編成に対応した113 m長であった。
1999年から2006年2月まで改良工事を実施し、駅舎とホームが大きく変更され、連絡改札口がなくなった。
完成時点で幅員は16 mに拡幅、ホーム長は20 m車6両編成に対応する135 mであったが、延長工事が行われ、2017年11月からは7両編成に対応するものとなった。
ホームドアの設置については品川区や国土交通省などを含めた協議がなされ、2011年度までに供用を開始するものとされた。その後、上記のほか東京都による補助金交付を受け事業化され、2012年3月3日から供用を開始している。
駅長所在駅であり、「大井町駅管内」として、当駅 - 荏原町駅間の各駅を管理している。
東急電鉄最東端の駅である。

#### のりば
| 番線 | 路線     | 行先                           |
| ---- | -------- | ------------------------------ |
| 1・2 | 大井町線 | 自由が丘・二子玉川・溝の口方面 |

以前は2番線の反対側に降車ホームがあった。

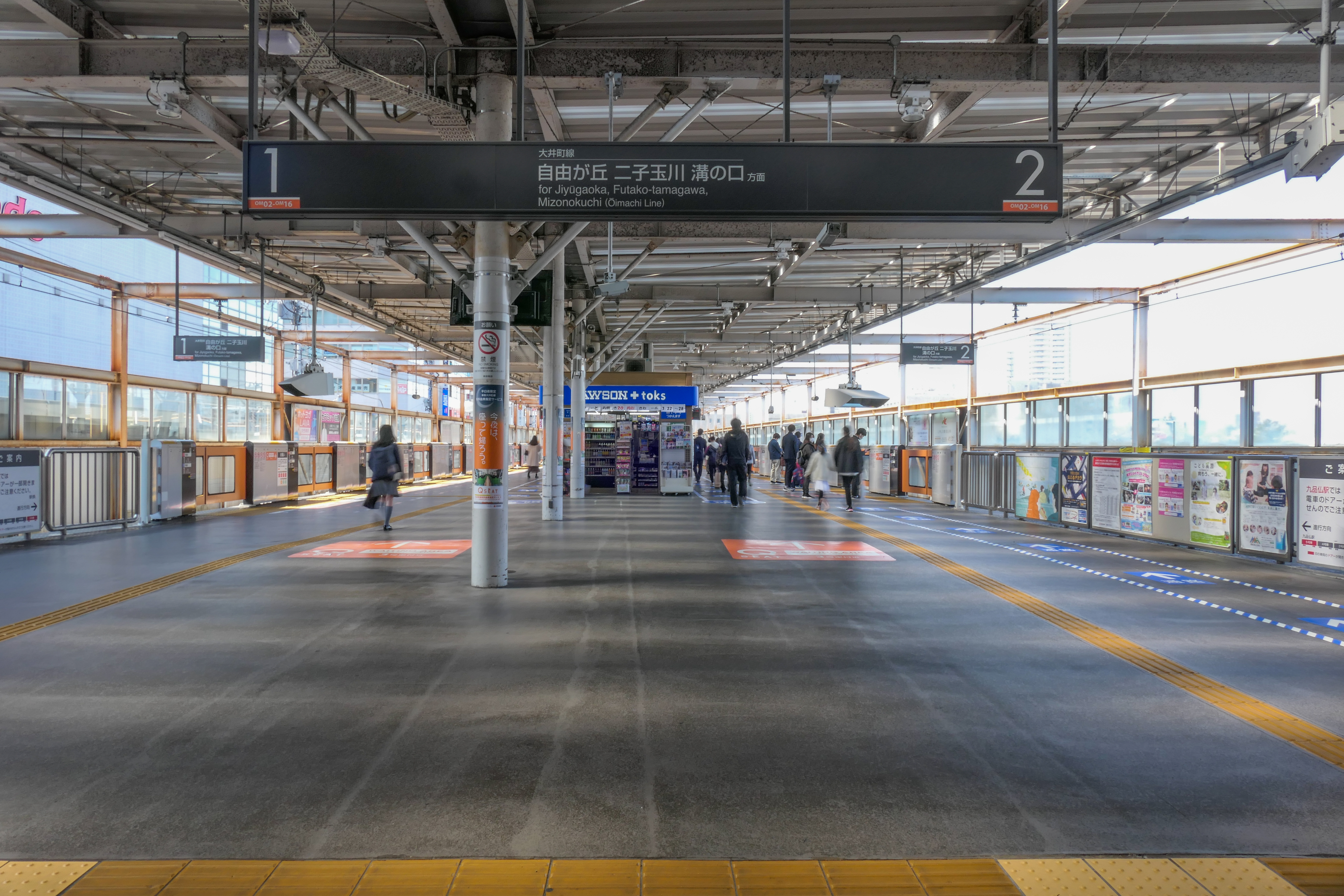
東急大井町線ホーム（2022年3月）

### 東京臨海高速鉄道
単式ホーム1面1線が二層構造となっている地下駅である。駅部トンネルのうち線路・ホーム部分は2本の単線シールド工法（挿入式拡径親子シールド）で、改札等の駅施設部分は開削工法で構築され、シールド部と開削部がホーム中央部分で連結されている。
JRとは品川寄りと大森寄りのそれぞれの駅舎（JR中央口）で、東急とは品川寄りの駅舎のみで連絡している。改札口から品川寄り駅舎へ向かう途中にイトーヨーカドー大井町店の地下1階フロアに直結する出入口がある。JR中央口改札階とりんかい線改札階を連絡するエスカレーターは44 mの長さがある。西隣の大崎駅と異なり、JRとの改札内での乗り換えはできない。ホーム番号や自動券売機も完全に別のものとなっている。
当駅から渋谷・新宿・池袋方面へは、りんかい線は大崎駅からJR埼京線に直通することから利便性は高い。ただし、運賃はりんかい線とJR線の合算となるため割高となる。大崎駅まででもりんかい線を使うと210円（IC同額）、JR品川経由では170円（IC：167円）である。
2011年公開の映画『GANTZ』は、冒頭の地下鉄シーンのロケが当駅で実施され、都内で初めて線路上に降りての撮影が行われた。

#### のりば
| 番線 | 階層    | 路線       | 方向 | 行先 | 行先                                    |
| ---- | ------- | ---------- | ---- | ---- | --------------------------------------- |
| 1    | 地下3階 | りんかい線 | 下り |      | 大崎・ JR埼京線（渋谷・新宿・池袋）方面 |
| 2    | 地下5階 | りんかい線 | 上り |      | 新木場方面                              |

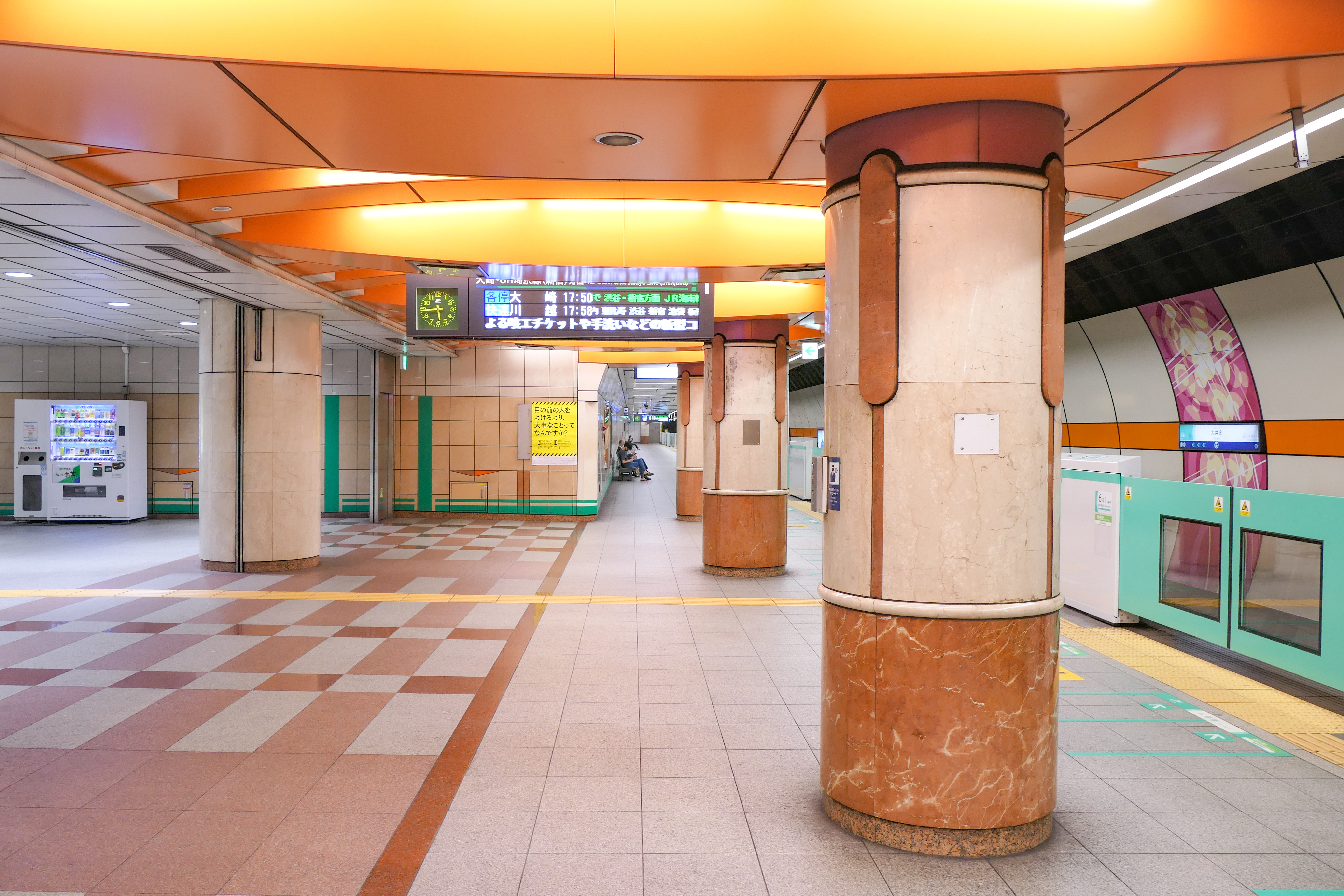
1番線ホーム（2022年5月）
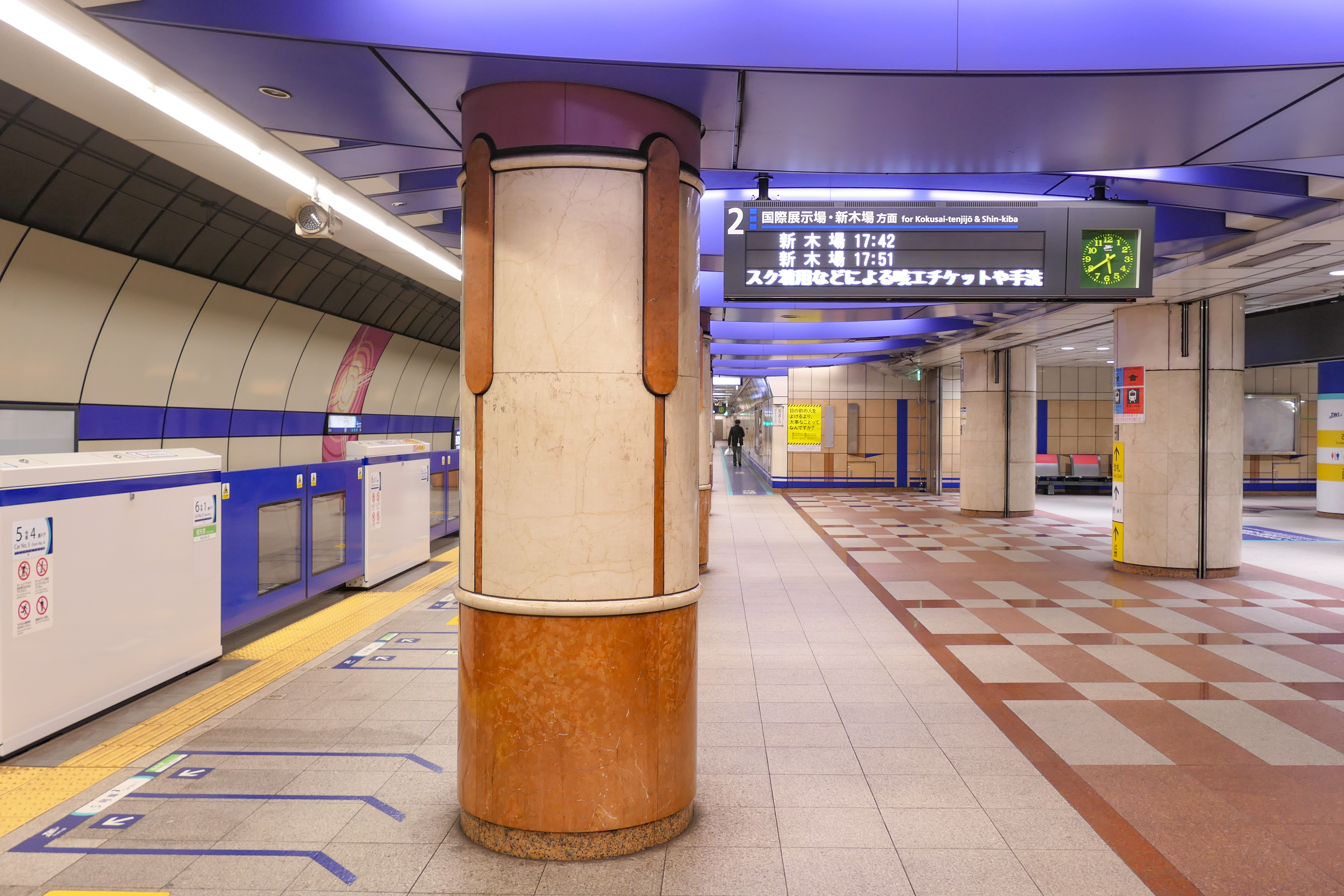
2番線ホーム（2022年5月）

#### 発車メロディ
発車メロディは東洋メディアリンクス製の「Cielo Estrellado」と「Water Crown」を使用しているが、当駅は2010年7月から2021年6月まで劇団四季の専用劇場の四季劇場［夏］およびキャッツ・シアターの最寄り駅であったことから、同劇場でミュージカルが上演されている期間に限り、発車メロディがそのミュージカルのテーマ曲に変更されていた。
| 1 | R | Cielo Estrellado |
| 2 | R | Water crown      |

- 2011年6月21日から2013年1月27日まで - ミュージカル『美女と野獣』のテーマ曲
  - 上り線（新木場方面行き）は「ビ アワ ゲスト（おもてなし）」、下り線（大崎方面行き）は「美女と野獣」が流れていた[新聞 5]。
- 2013年10月25日から2017年4月9日まで - ミュージカル『リトル・マーメイド』のテーマ曲
  - 上り線（新木場方面行き）は「アンダー・ザ・シー」、下り線（大崎方面行き）は「パート・オブ・ユア・ワールド」が流れていた[21]。
- 2019年3月7日から2021年6月21日10時30分まで - ミュージカル 『キャッツ』のテーマ曲
  - 上り線（新木場方面行き）は 「スキンブルシャンクス-鉄道猫」、下り線（大崎方面行き）は「メモリー」が流れていた[新聞 6]。

## 利用状況
- JR東日本 - 2023年度の1日平均乗車人員は84,189人である[JR 1]。
同社では四ツ谷駅に次いで第46位。
- 東急電鉄 - 2024年度の1日平均乗降人員は116,836人である[東急 1]。
- 東京臨海高速鉄道 - 2023年度の1日平均乗車人員は33,818人である[TWR 1]。
りんかい線内8駅中第2位。

### 年度別1日平均乗降人員
1995年度以降の1日平均乗降人員の推移は以下の通り（JRを除く）。
| 年度               | 東京急行電鉄 / 東急電鉄 | 東京急行電鉄 / 東急電鉄 | 東京臨海 高速鉄道 | 東京臨海 高速鉄道 |
| 年度               | 1日平均 乗降人員        | 増加率                  | 1日平均 乗降人員  | 増加率            |
| ------------------ | ----------------------- | ----------------------- | ----------------- | ----------------- |
| 1995年（平成07年） | 95,558                  |                         | 未 開 業          | 未 開 業          |
| 1996年（平成08年） | 93,180                  | −2.5%                   | 未 開 業          | 未 開 業          |
| 1997年（平成09年） | 93,712                  | 0.6%                    | 未 開 業          | 未 開 業          |
| 1998年（平成10年） | 92,500                  | −1.3%                   | 未 開 業          | 未 開 業          |
| 1999年（平成11年） | 92,120                  | −0.4%                   | 未 開 業          | 未 開 業          |
| 2000年（平成12年） | 91,718                  | −0.4%                   | 未 開 業          | 未 開 業          |
| 2001年（平成13年） | 89,109                  | −2.8%                   | 未 開 業          | 未 開 業          |
| 2002年（平成14年） | 92,280                  | 3.6%                    | 31,994            |                   |
| 2003年（平成15年） | 102,604                 | 11.2%                   | 38,582            | 20.6%             |
| 2004年（平成16年） | 104,360                 | 1.7%                    | 42,349            | 9.8%              |
| 2005年（平成17年） | 106,158                 | 1.7%                    | 47,102            | 11.2%             |
| 2006年（平成18年） | 109,705                 | 3.3%                    | 53,485            | 13.6%             |
| 2007年（平成19年） | 114,924                 | 4.8%                    | 59,822            | 11.8%             |
| 2008年（平成20年） | 121,109                 | 5.4%                    | 65,060            | 8.6%              |
| 2009年（平成21年） | 125,417                 | 3.6%                    | 66,857            | 2.8%              |
| 2010年（平成22年） | 126,395                 | 0.8%                    | 66,427            | −0.6%             |
| 2011年（平成23年） | 127,424                 | 0.8%                    | 65,690            | −1.1%             |
| 2012年（平成24年） | 132,564                 | 4.0%                    | 72,642            | 10.6%             |
| 2013年（平成25年） | 137,025                 | 3.4%                    | 75,846            | 4.4%              |
| 2014年（平成26年） | 137,052                 | 0.0%                    | 79,256            | 4.5%              |
| 2015年（平成27年） | 139,151                 | 1.5%                    | 81,121            | 2.4%              |
| 2016年（平成28年） | 141,196                 | 1.5%                    | 83,531            | 3.0%              |
| 2017年（平成29年） | 143,269                 | 1.5%                    | 85,632            | 2.5%              |
| 2018年（平成30年） | 144,699                 | 1.0%                    | 88,619            | 3.5%              |
| 2019年（令和元年） | 143,527                 | −0.8%                   |                   |                   |
| 2020年（令和02年） | 92,592                  | −35.5%                  |                   |                   |
| 2021年（令和03年） | 97,074                  | 4.8%                    |                   |                   |
| 2022年（令和04年） | 105,157                 | 8.3%                    |                   |                   |
| 2023年（令和05年） | 112,975                 | 7.4%                    |                   |                   |
| 2024年（令和06年） | 116,836                 | 3.4%                    |                   |                   |

### 年度別1日平均乗車人員（1910年代 - 1930年代）
各年度の1日平均乗車人員の推移は以下の通りである。
| 年度               | 国鉄       | 目黒蒲田電鉄 | 出典              |
| ------------------ | ---------- | ------------ | ----------------- |
| 1914年（大正03年） | [ 備考 2 ] | 未 開 業     |                   |
| 1915年（大正04年） | 1,299      | 未 開 業     | [ 東京府統計 1 ]  |
| 1916年（大正05年） | 2,065      | 未 開 業     | [ 東京府統計 2 ]  |
| 1919年（大正08年） | 5,451      | 未 開 業     | [ 東京府統計 3 ]  |
| 1920年（大正09年） | 6,749      | 未 開 業     | [ 東京府統計 4 ]  |
| 1922年（大正11年） | 11,322     | 未 開 業     | [ 東京府統計 5 ]  |
| 1923年（大正12年） | 14,494     | 未 開 業     | [ 東京府統計 6 ]  |
| 1924年（大正13年） | 18,699     | 未 開 業     | [ 東京府統計 7 ]  |
| 1925年（大正14年） | 19,378     | 未 開 業     | [ 東京府統計 8 ]  |
| 1926年（昭和元年） | 20,699     | 未 開 業     | [ 東京府統計 9 ]  |
| 1927年（昭和02年） | 21,912     | 3,074        | [ 東京府統計 10 ] |
| 1928年（昭和03年） | 23,668     | 8,671        | [ 東京府統計 11 ] |
| 1929年（昭和04年） | 24,923     | 5,428        | [ 東京府統計 12 ] |
| 1930年（昭和05年） | 24,602     | 6,184        | [ 東京府統計 13 ] |
| 1931年（昭和06年） | 24,006     | 6,267        | [ 東京府統計 14 ] |
| 1932年（昭和07年） | 24,781     | 6,500        | [ 東京府統計 15 ] |
| 1933年（昭和08年） | 25,335     | 6,615        | [ 東京府統計 16 ] |
| 1934年（昭和09年） | 25,876     | 6,663        | [ 東京府統計 17 ] |
| 1935年（昭和10年） | 26,640     | 6,955        | [ 東京府統計 18 ] |

### 年度別1日平均乗車人員（1953年 - 2000年）
各年度の1日平均乗車人員の推移は以下の通りである。
| 年度               | 国鉄 / JR東日本 | 東京急行電鉄 | 出典              |
| ------------------ | --------------- | ------------ | ----------------- |
| 1953年（昭和28年） | 39,728          |              | [ 東京都統計 1 ]  |
| 1954年（昭和29年） | 42,582          |              | [ 東京都統計 2 ]  |
| 1955年（昭和30年） | 44,786          |              | [ 東京都統計 3 ]  |
| 1956年（昭和31年） | 74,031          | 39,740       | [ 東京都統計 4 ]  |
| 1957年（昭和32年） | 63,924          | 44,080       | [ 東京都統計 5 ]  |
| 1958年（昭和33年） | 51,395          | 46,827       | [ 東京都統計 6 ]  |
| 1959年（昭和34年） | 54,267          | 49,103       | [ 東京都統計 7 ]  |
| 1960年（昭和35年） | 57,740          | 52,014       | [ 東京都統計 8 ]  |
| 1961年（昭和36年） | 59,064          | 55,593       | [ 東京都統計 9 ]  |
| 1962年（昭和37年） | 60,287          | 59,188       | [ 東京都統計 10 ] |
| 1963年（昭和38年） | 60,678          | 60,416       | [ 東京都統計 11 ] |
| 1964年（昭和39年） | 61,014          | 59,528       | [ 東京都統計 12 ] |
| 1965年（昭和40年） | 61,356          | 57,210       | [ 東京都統計 13 ] |
| 1966年（昭和41年） | 67,733          | 57,272       | [ 東京都統計 14 ] |
| 1967年（昭和42年） | 62,891          | 59,027       | [ 東京都統計 15 ] |
| 1968年（昭和43年） | 62,285          | 58,962       | [ 東京都統計 16 ] |
| 1969年（昭和44年） | 56,767          | 56,763       | [ 東京都統計 17 ] |
| 1970年（昭和45年） | 63,738          | 58,071       | [ 東京都統計 18 ] |
| 1971年（昭和46年） | 91,712          | 59,104       | [ 東京都統計 19 ] |
| 1972年（昭和47年） | 91,458          | 60,063       | [ 東京都統計 20 ] |
| 1973年（昭和48年） | 91,753          | 60,836       | [ 東京都統計 21 ] |
| 1974年（昭和49年） | 95,764          | 61,767       | [ 東京都統計 22 ] |
| 1975年（昭和50年） | 91,671          | 62,879       | [ 東京都統計 23 ] |
| 1976年（昭和51年） | 94,665          | 62,863       | [ 東京都統計 24 ] |
| 1977年（昭和52年） | 91,652          | 62,085       | [ 東京都統計 25 ] |
| 1978年（昭和53年） | 89,802          | 62,111       | [ 東京都統計 26 ] |
| 1979年（昭和54年） | 84,162          | 54,492       | [ 東京都統計 27 ] |
| 1980年（昭和55年） | 76,158          | 47,830       | [ 東京都統計 28 ] |
| 1981年（昭和56年） | 73,908          | 46,721       | [ 東京都統計 29 ] |
| 1982年（昭和57年） | 72,910          | 46,111       | [ 東京都統計 30 ] |
| 1983年（昭和58年） | 73,864          | 47,740       | [ 東京都統計 31 ] |
| 1984年（昭和59年） | 74,175          | 45,869       | [ 東京都統計 32 ] |
| 1985年（昭和60年） | 72,919          | 47,323       | [ 東京都統計 33 ] |
| 1986年（昭和61年） | 71,247          | 47,403       | [ 東京都統計 34 ] |
| 1987年（昭和62年） | 70,791          | 47,776       | [ 東京都統計 35 ] |
| 1988年（昭和63年） | 71,933          | 47,935       | [ 東京都統計 36 ] |
| 1989年（平成元年） | 75,528          | 48,625       | [ 東京都統計 37 ] |
| 1990年（平成02年） | 76,621          | 49,431       | [ 東京都統計 38 ] |
| 1991年（平成03年） | 77,810          | 49,976       | [ 東京都統計 39 ] |
| 1992年（平成04年） | 78,025          | 49,348       | [ 東京都統計 40 ] |
| 1993年（平成05年） | 78,721          | 48,934       | [ 東京都統計 41 ] |
| 1994年（平成06年） | 77,090          | 47,781       | [ 東京都統計 42 ] |
| 1995年（平成07年） | 77,869          | 48,584       | [ 東京都統計 43 ] |
| 1996年（平成08年） | 78,392          | 47,375       | [ 東京都統計 44 ] |
| 1997年（平成09年） | 78,192          | 48,036       | [ 東京都統計 45 ] |
| 1998年（平成10年） | 77,699          | 47,449       | [ 東京都統計 46 ] |
| 1999年（平成11年） | 78,534          | 47,306       | [ 東京都統計 47 ] |
| 2000年（平成12年） | 78,996          | 46,882       | [ 東京都統計 48 ] |

### 年度別1日平均乗車人員（2001年以降）
各年度の1日平均乗車人員の推移は以下の通りである。
| 年度               | JR東日本 | 東京急行電鉄 / 東急電鉄 | 東京臨海 高速鉄道 | 出典              |
| ------------------ | -------- | ----------------------- | ----------------- | ----------------- |
| 2001年（平成13年） | 77,728   | 45,191                  | 未開業            | [ 東京都統計 49 ] |
| 2002年（平成14年） | 79,300   | 46,244                  | 16,165            | [ 東京都統計 50 ] |
| 2003年（平成15年） | 84,052   | 50,503                  | 19,597            | [ 東京都統計 51 ] |
| 2004年（平成16年） | 84,883   | 51,104                  | 21,521            | [ 東京都統計 52 ] |
| 2005年（平成17年） | 86,298   | 52,020                  | 23,982            | [ 東京都統計 53 ] |
| 2006年（平成18年） | 88,880   | 53,803                  | 27,238            | [ 東京都統計 54 ] |
| 2007年（平成19年） | 92,420   | 56,970                  | 30,278            | [ 東京都統計 55 ] |
| 2008年（平成20年） | 93,664   | 59,929                  | 32,868            | [ 東京都統計 56 ] |
| 2009年（平成21年） | 94,209   | 62,156                  | 33,678            | [ 東京都統計 57 ] |
| 2010年（平成22年） | 94,715   | 62,762                  | 33,495            | [ 東京都統計 58 ] |
| 2011年（平成23年） | 95,225   | 63,366                  | 33,124            | [ 東京都統計 59 ] |
| 2012年（平成24年） | 97,865   | 65,688                  | 36,554            | [ 東京都統計 60 ] |
| 2013年（平成25年） | 100,403  | 68,132                  | 38,133            | [ 東京都統計 61 ] |
| 2014年（平成26年） | 101,246  | 68,338                  | 39,749            | [ 東京都統計 62 ] |
| 2015年（平成27年） | 103,139  | 69,493                  | 40,645            | [ 東京都統計 63 ] |
| 2016年（平成28年） | 104,230  | 70,562                  | 41,855            | [ 東京都統計 64 ] |
| 2017年（平成29年） | 104,412  | 71,803                  | 42,961            | [ 東京都統計 65 ] |
| 2018年（平成30年） | 105,838  | 72,548                  | 44,308            | [ 東京都統計 66 ] |
| 2019年（令和元年） | 104,619  | 72,030                  | 43,945            | [ 東京都統計 67 ] |
| 2020年（令和02年） | 70,429   |                         | 26,283            |                   |
| 2021年（令和03年） | 70,324   |                         | 26,623            |                   |
| 2022年（令和04年） | 77,463   |                         | 29,566            |                   |
| 2023年（令和05年） | 84,189   |                         | 33,818            |                   |

備考
1. 1 2  2002年12月1日開業。開業日から翌年3月31日までの計121日間を集計したデータ。
2. ↑  1914年12月20日開業。
3. ↑  1927年7月6日開業。開業日から翌年3月31日までの計239日間を集計したデータ。

## 駅周辺
駅周辺には、品川区の公共施設が集中している。
JR大井町駅中央口に駅ビルの「アトレ大井町」、JR大井町駅東口駅舎に「アトレ大井町2」がそれぞれ併設されている。
東京総合車両センターの出入口が当駅の北側にあるほか、駅周辺には小規模の飲食店が多く立地する。

### 東側
- 品川区立総合区民会館「きゅりあん」
  - ヤマダデンキLABI品川大井町
  - 西友大井町店
- アトレ大井町2

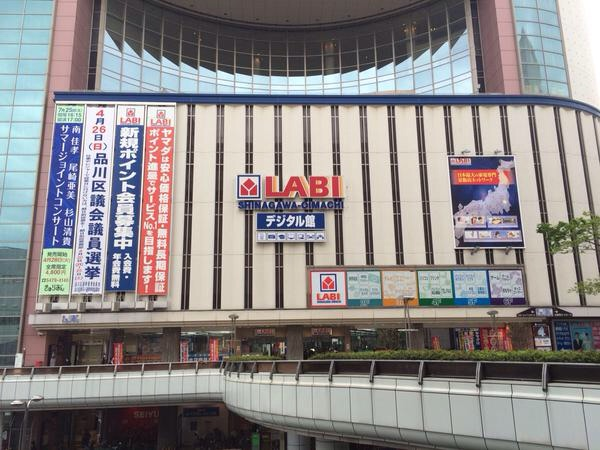
品川区総合区民会館「きゅりあん」（2015年3月）

- しながわ水族館 - バスロータリーより無料送迎バスが発着している。
- 東京品川病院
  - 旧・東芝病院
    - 元・薩摩鹿児島藩島津家抱屋敷跡
- ゼームス坂
  - 高村智恵子終焉の地
- 仙台坂
  - 仙台藩品川下屋敷跡
  - 東京都味噌工業協同組合 八木合名会社仙台味噌醸造所
- 元・越前鯖江藩間部家下屋敷跡

企業
- 三菱鉛筆本社ビル
- 三愛石油大井町オフィス
- 佐藤製薬品川開発センター
- ミモザ株式会社本社

公共機関
- 東京消防庁大井消防署
- 品川区立大井林町高齢者複合施設

教育
- 都立品川特別支援学校
- 品川区立浅間台小学校
- 品川区立立会小学校
- 品川区立品川保育園
- 品川エトワール女子高等学校
- 池見東京医療専門学校
- 池見東京歯科衛生士専門学校
- 東京健康科学専門学校
- 創研学院大井町校
- 武田塾大井町校
- 東進ハイスクール大井町校
- LITALICOジュニア大井町東口教室
- 森永教室

金融機関・郵便局
- 品川郵便局
- ゆうちょ銀行品川店

### 西側
- アトレ大井町
- イトーヨーカドー大井町店

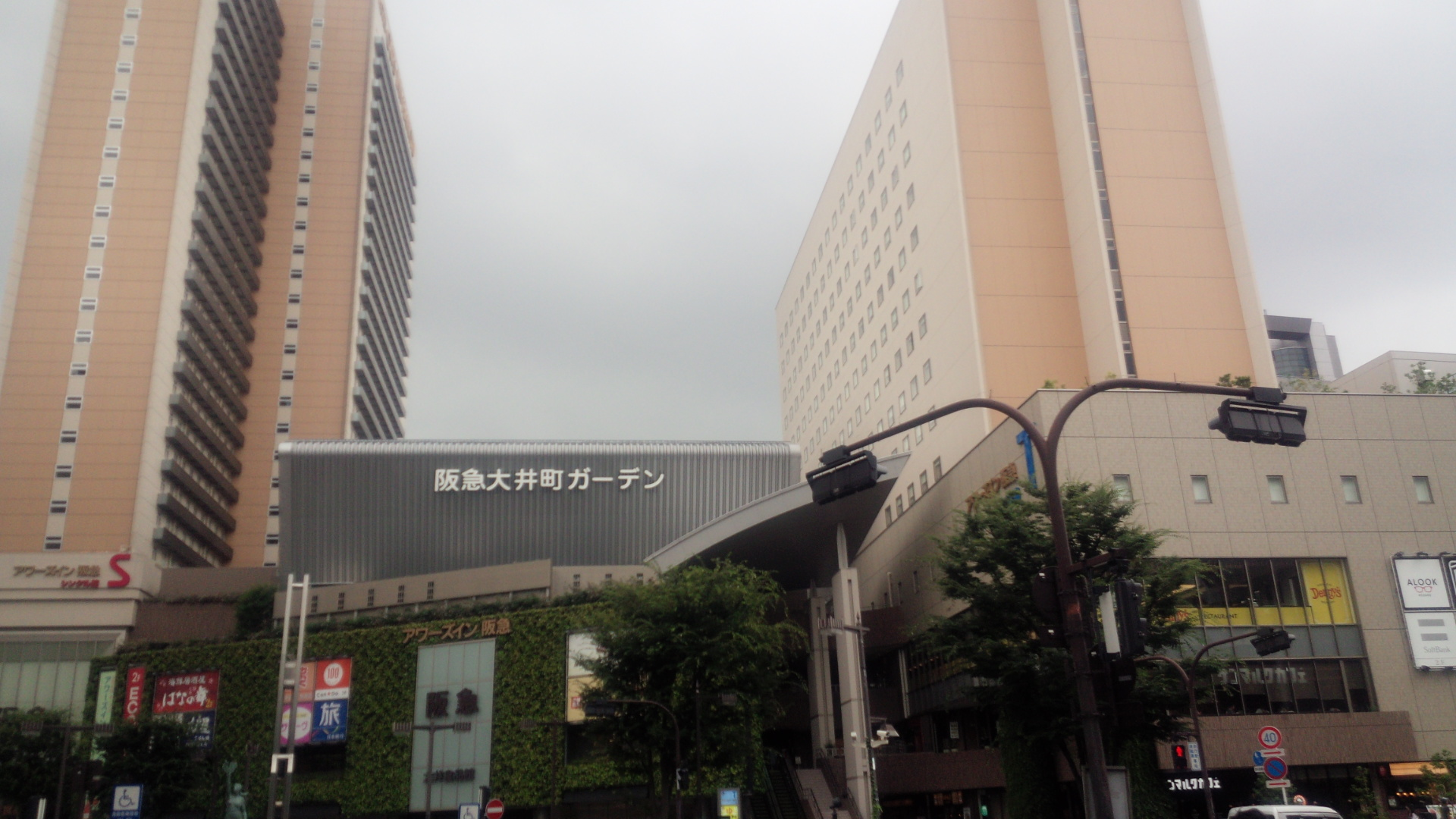
阪急大井町ガーデン
（2014年7月）

- 阪急大井町ガーデン - 阪急百貨店 大井食品館
- ブリリア大井町ラヴィアンタワー
- シティタワー大井町
- 伊藤博文別邸跡

ホテル
- アワーズイン阪急（シングル館・ツイン館）- 阪急大井町ガーデン
- ヴィアイン東京大井町
- 東横イン品川大井町
- ホテルルートイン品川大井町
- 東京バニアンホテル

企業
- 東日本旅客鉄道東京総合車両センター
- JR東日本健康推進センター
- 大成温調本社ビル
- アクセス大井町ビル - 日学本社
- 寺岡製作所本社
- ドウシシャ東京本社第1ビル
- インフォテリア本社
- かんべ土地建物株式会社
- 住友大井町ビル
- 日本理化工業所本社
- NEC事務所
  - フォワード・インテグレーション・システム・サービス株式会社（FISS）
- ダイワボウ情報システム東京支社
- リコー大井事業所
- 東京湾横断道路株式会社
- 住友不動産大井町駅前ビル 
  - 東京都住宅供給公社（JKK東京）大井町窓口センター
  - JT東京研修センター
  - 郵船港運（日本郵船グループ）東京支店
  - ユニ産業

行政機関
- 品川区役所
  - 東京法務局品川出張所
  - 東京都第二建設事務所
  - 東京都品川都税事務所
  - 品川区保健所
  - しながわ防災体験館
  - 中小企業センター
  - 公益財団法人品川区国際友好協会
  - 品川区議会
  - 品川区環境情報活動センター
- 大井町サービスコーナー - 「アトレ」中央西口階段下
- 品川区消費者センター
- しながわ観光協会
- 大井保健センター
- 大井警察署大井町駅前交番

教育
- 品川区立ひろまち保育園
- 品川区立山中小学校
- 東京マックス美容専門学校
- 青稜中学校・高等学校
- 品川翔英中学・高等学校
- いぶき学院 本校
- SAPIX大井町校
- 日能研大井町校
- 栄光ゼミナール大井町校
- 河合塾マナビス大井町校
- ena (予備校) 大井町校
- LITALICOジュニア大井町教室

金融機関・郵便局
- 中央労働金庫大井支店
- 静岡銀行大井町支店
- みずほ銀行大井町支店
- 三井住友銀行大井町支店・荏原支店
- 大東京信用組合大井支店
- 城南信用金庫大井支店
- 芝信用金庫大井支店
- 品川区役所前郵便局
- 品川大井三郵便局

その他
- 今川氏真館跡

## バス路線
中央口の東側および西側にそれぞれロータリーが存在している。「東急大井町駅」停留所は道路上に存在している。
| のりば                         | 運行事業者                     | 系統・行先                                               | 備考                                                                                  |
| 東側ロータリー（大井町駅東口） | 東側ロータリー（大井町駅東口） | 東側ロータリー（大井町駅東口）                           | 東側ロータリー（大井町駅東口）                                                        |
| ------------------------------ | ------------------------------ | -------------------------------------------------------- | ------------------------------------------------------------------------------------- |
| 1                              | 都営バス                       | 井92：八潮パークタウン（循環）                           |                                                                                       |
| 3                              | （降車専用）                   | （降車専用）                                             | （降車専用）                                                                          |
| 4                              | 都営バス                       | 井98：大井水産物埠頭前                                   | 休日は運休                                                                            |
| 5                              | 都営バス                       | 井96：天王洲アイル（循環）                               |                                                                                       |
| 6                              | 東急バス                       | 直行：しながわ水族館                                     | 無料送迎バス                                                                          |
| 7                              | 東急バス                       | - 井09：池上営業所                                       | - 「井09」は土曜に1本のみ運行                                                         |
| 西側ロータリー（大井町駅）     |                                |                                                          |                                                                                       |
| 1                              | 東急バス                       | - 井03・品94：蒲田駅 - 井09・品94：池上駅前              |                                                                                       |
| 2                              | 東急バス                       | 井05：西大井駅                                           |                                                                                       |
| 3                              | 京浜急行バス                   | 井19：大森駅東口 / レジャーランド平和島                  | - 両系統共に「大井町駅東口」停留所にも停車 - レジャーランド平和島行きは1日3本のみ運行 |
| 3                              | - 京浜急行バス - 東急トランセ  | - 羽田空港 - 直行：大崎駅西口                            | - 羽田空港行きは乗車のみ - 大崎駅西口行きは降車のみ                                   |
| 4                              | 東急バス                       | 品94：品川駅                                             | 「大井町駅東口」停留所にも停車                                                        |
| 5                              | 東急バス                       | 渋41：渋谷駅                                             | 「大井町駅東口」停留所にも停車                                                        |
| 6                              | 東急バス                       | 井01：荏原営業所                                         |                                                                                       |
| 東急大井町駅                   |                                |                                                          |                                                                                       |
| a                              | 東急バス                       | - 井01：大井町駅 - 井50：高輪ゲートウェイ駅              | - 「井01」は「大井町駅」停留所にも停車 - 「井50」は「大井町駅東口」停留所にも停車     |
| b                              | 東急バス                       | - 井01：荏原営業所 - 井50：武蔵小山駅 - 井51：武蔵小山駅 | - 「井01」は「大井町駅」停留所にも停車 - 「井50」は「大井町駅東口」停留所にも停車     |

## 隣の駅
東日本旅客鉄道（JR東日本）
 京浜東北線
■快速・■各駅停車
品川駅 (JK 20) - 大井町駅 (JK 19) - 大森駅 (JK 18)
東急電鉄（東急）
 大井町線
■急行
大井町駅 (OM01) - 旗の台駅 (OM06)
□各駅停車（二子新地・高津は通過）・■各駅停車（二子新地・高津にも停車）
大井町駅 (OM01) - 下神明駅 (OM02)
東京臨海高速鉄道
 りんかい線
■通勤快速・■快速・■各駅停車（いずれもりんかい線内は各駅に停車） 
品川シーサイド駅 (R 06) - 大井町駅 (R 07) - 大崎駅 (R 08)

### 記事本文

##### 報道発表資料
1. ↑  “Suicaご利用可能エリアマップ（2001年11月18日当初）” (PDF).   東日本旅客鉄道. 2019年7月27日時点のオリジナルよりアーカイブ。2020年4月23日閲覧。
2. 1 2  『「りんかい線」今年12月1日に大崎駅まで全線開業!』（プレスリリース）東京臨海高速鉄道、2002年7月12日。オリジナルの2002年12月9日時点におけるアーカイブ。2022年3月27日閲覧。
3. ↑  『Suicaがもっと便利に! 東京臨海高速鉄道（株）との相互利用開始!』（PDF）（プレスリリース）東日本旅客鉄道、2002年10月8日。オリジナルの2017年11月5日時点におけるアーカイブ。2020年2月4日閲覧。
4. ↑  『PASMOは3月18日（日）サービスを開始します ー鉄道23事業者、バス31事業者が導入し、順次拡大してまいりますー』（PDF）（プレスリリース）PASMO協議会／パスモ、2006年12月21日。オリジナルの2020年5月1日時点におけるアーカイブ。2020年5月5日閲覧。
5. ↑  『アトレ大井町 Brand New Open 2008.3.20 Thu at10:00』（PDF）（プレスリリース）東京圏駅ビル開発、2008年2月28日。オリジナルの2020年5月21日時点におけるアーカイブ。2020年5月21日閲覧。
6. ↑  『『アトレ大井町 2』2011年3月3日（木）グランドオープン!』（PDF）（プレスリリース）アトレ、2011年2月15日。オリジナルの2020年4月27日時点におけるアーカイブ。2020年4月27日閲覧。
7. ↑  『赤羽駅・上野駅・大井町駅3駅の京浜東北線ホームドア工事着手について』（PDF）（プレスリリース）東日本旅客鉄道東京支社、2016年4月7日。オリジナルの2019年5月10日時点におけるアーカイブ。2020年4月8日閲覧。
8. 1 2  『りんかい線大井町駅 ホームドア運用開始について』（PDF）（プレスリリース）東京臨海高速鉄道、2020年2月12日。オリジナルの2020年2月13日時点におけるアーカイブ。2020年2月13日閲覧。
9. ↑  『定期券のお買い求めや払いもどしは、モバイルPASMO・Apple PayのPASMO・券売機のご利用が便利です!』（PDF）（プレスリリース）東急電鉄、2021年3月18日、2頁。オリジナルの2021年3月19日時点におけるアーカイブ。2021年3月19日閲覧。
10. 1 2 3  『大井町駅改良 線路切換工事に伴う列車の運休について』（PDF）（プレスリリース）東日本旅客鉄道首都圏本部／東京建設プロジェクトマネジメントオフィス／電気システムインテグレーションオフィス、2024年8月6日。オリジナルの2024年8月6日時点におけるアーカイブ。2024年8月7日閲覧。
11. ↑  『都心方面への輸送力を増強し混雑緩和を推進します! 大井町線急行列車の7両編成化と新型車両6020系の導入』（PDF）（プレスリリース）東京急行電鉄、2017年10月12日。オリジナルの2019年3月3日時点におけるアーカイブ。2020年5月7日閲覧。
12. ↑  『「第1回 ホームドアの整備促進等に関する検討会」の結果について』（PDF）（プレスリリース）国土交通省鉄道局、2011年2月9日。オリジナルの2011年3月23日時点におけるアーカイブ。2020年5月31日閲覧。

##### 新聞記事
1. ↑  “大井町駅新西口本屋が完成”. 交通新聞 (交通協力会):  p. 1. (1957年7月26日)
2. ↑  “開業日は来月11日 JR東日本など開発 駅ビル「アトレ大井町」”. 交通新聞 (交通新聞社):  p. 1. (1993年2月5日)
3. ↑  “JR東日本 「アトレ大井町」開業 駅の東西自由通路も”. 交通新聞 (交通新聞社):  p. 3. (1993年3月12日)
4. ↑  “品川区が2011年度の予算案発表－東急大井町線にホームドア設置も”. 品川経済新聞. (2011年2月7日).  オリジナルの2021年5月1日時点におけるアーカイブ。 2021年5月1日閲覧。
5. ↑  “発車ベル：りんかい線・大井町駅の曲「美女と野獣」に”. 毎日新聞. (2011年6月21日).  オリジナルの2011年6月21日時点におけるアーカイブ。 2020年6月23日閲覧。
6. ↑  “大井町のキャッツ・シアター閉館 キャッツ発着ベル終了、駅には感謝のメッセージも”. 品川経済新聞. (2021年6月22日).  オリジナルの2021年7月5日時点におけるアーカイブ。 2021年7月5日閲覧。

### 利用状況
JR・私鉄の1日平均利用客数
JR東日本の1999年度以降の乗車人員
1. 1 2 3  各駅の乗車人員（2023年度） - JR東日本
2. ↑  各駅の乗車人員（1999年度） - JR東日本
3. ↑  各駅の乗車人員（2000年度） - JR東日本
4. ↑  各駅の乗車人員（2001年度） - JR東日本
5. ↑  各駅の乗車人員（2002年度） - JR東日本
6. ↑  各駅の乗車人員（2003年度） - JR東日本
7. ↑  各駅の乗車人員（2004年度） - JR東日本
8. ↑  各駅の乗車人員（2005年度） - JR東日本
9. ↑  各駅の乗車人員（2006年度） - JR東日本
10. ↑  各駅の乗車人員（2007年度） - JR東日本
11. ↑  各駅の乗車人員（2008年度） - JR東日本
12. ↑  各駅の乗車人員（2009年度） - JR東日本
13. ↑  各駅の乗車人員（2010年度） - JR東日本
14. ↑  各駅の乗車人員（2011年度） - JR東日本
15. ↑  各駅の乗車人員（2012年度） - JR東日本
16. ↑  各駅の乗車人員（2013年度） - JR東日本
17. ↑  各駅の乗車人員（2014年度） - JR東日本
18. ↑  各駅の乗車人員（2015年度） - JR東日本
19. ↑  各駅の乗車人員（2016年度） - JR東日本
20. ↑  各駅の乗車人員（2017年度） - JR東日本
21. ↑  各駅の乗車人員（2018年度） - JR東日本
22. ↑  各駅の乗車人員（2019年度） - JR東日本
23. ↑  各駅の乗車人員（2020年度） - JR東日本
24. ↑  各駅の乗車人員（2021年度） - JR東日本
25. ↑  各駅の乗車人員（2022年度） - JR東日本

東急電鉄の1日平均利用客数
1. 1 2 3  東急電鉄株式会社. “2024年度乗降人員 ｜東急電鉄”. 2025年5月20日閲覧。
2. ↑  東急電鉄株式会社. “2020年度乗降人員 ｜東急電鉄”. 2023年7月7日閲覧。
3. ↑  東急電鉄株式会社. “2021年度乗降人員 ｜東急電鉄”. 2023年7月7日閲覧。
4. ↑  東急電鉄株式会社. “2022年度乗降人員 ｜東急電鉄”. 2023年7月7日閲覧。
5. ↑  東急電鉄株式会社. “2023年度乗降人員 ｜東急電鉄”. 2024年6月8日閲覧。

りんかい線の1日平均利用客数
1. 1 2 3 4 5  “よくあるご質問｜お問い合わせ｜お台場電車 りんかい線”. 2025年5月1日時点のオリジナルよりアーカイブ。2025年5月21日閲覧。

JR・私鉄の統計データ
1. ↑  レポート - 関東交通広告協議会
2. 1 2 3  品川区の統計 - 品川区
3. 1 2  東京都統計年鑑 - 東京都

東京府統計書
1. ↑  大正4年
2. ↑  大正5年
3. ↑  大正8年
4. ↑  大正10年
5. ↑  大正11年
6. ↑  大正12年
7. ↑  大正13年
8. ↑  大正14年
9. ↑  昭和元年
10. ↑  昭和2年
11. ↑  昭和3年
12. ↑  昭和4年
13. ↑  昭和5年
14. ↑  昭和6年
15. ↑  昭和7年
16. ↑  昭和8年
17. ↑  昭和9年
18. ↑  昭和10年

東京都統計年鑑
1. ↑  昭和28年 (PDF)  - 13ページ
2. ↑  昭和29年 (PDF)  - 10ページ
3. ↑  昭和30年 (PDF)  - 10ページ
4. ↑  昭和31年 (PDF)  - 10ページ
5. ↑  昭和32年 (PDF)  - 10ページ
6. ↑  昭和33年 (PDF)  - 10ページ
7. ↑  昭和34年
8. ↑  昭和35年
9. ↑  昭和36年
10. ↑  昭和37年
11. ↑  昭和38年
12. ↑  昭和39年
13. ↑  昭和40年
14. ↑  昭和41年
15. ↑  昭和42年
16. ↑  昭和43年
17. ↑  昭和44年
18. ↑  昭和45年
19. ↑  昭和46年
20. ↑  昭和47年
21. ↑  昭和48年
22. ↑  昭和49年
23. ↑  昭和50年
24. ↑  昭和51年
25. ↑  昭和52年
26. ↑  昭和53年
27. ↑  昭和54年
28. ↑  昭和55年
29. ↑  昭和56年
30. ↑  昭和57年
31. ↑  昭和58年
32. ↑  昭和59年
33. ↑  昭和60年
34. ↑  昭和61年
35. ↑  昭和62年
36. ↑  昭和63年
37. ↑  平成元年
38. ↑  平成2年
39. ↑  平成3年
40. ↑  平成4年
41. ↑  平成5年
42. ↑  平成6年
43. ↑  平成7年
44. ↑  平成8年
45. ↑  平成9年
46. ↑  平成10年 (PDF)
47. ↑  平成11年 (PDF)
48. ↑  平成12年
49. ↑  平成13年
50. ↑  平成14年
51. ↑  平成15年
52. ↑  平成16年
53. ↑  平成17年
54. ↑  平成18年
55. ↑  平成19年
56. ↑  平成20年
57. ↑  平成21年
58. ↑  平成22年
59. ↑  平成23年
60. ↑  平成24年
61. ↑  平成25年
62. ↑  平成26年
63. ↑  平成27年
64. ↑  平成28年
65. ↑  平成29年
66. ↑  平成30年
67. ↑  平成31年・令和元年